# Fields of Gold: The Best of Sting 1984-1994
 (avril 2022).
Si vous disposez d'ouvrages ou d'articles de référence ou si vous connaissez des sites web de qualité traitant du thème abordé ici, merci de compléter l'article en donnant les références utiles à sa vérifiabilité et en les liant à la section « Notes et références ».
 (avril 2022).
La mise en forme du texte ne suit pas les recommandations de Wikipédia : il faut le « wikifier ».
Les points d'amélioration suivants sont les cas les plus fréquents. Le détail des points à revoir est peut-être précisé sur la page de discussion.
- Les titres sont pré-formatés par le logiciel. Ils ne sont ni en capitales, ni en gras.
- Le texte ne doit pas être écrit en capitales (les noms de famille non plus), ni en gras, ni en italique, ni en « petit »…
- Le gras n'est utilisé que pour surligner le titre de l'article dans l'introduction, une seule fois.
- L'italique est rarement utilisé : mots en langue étrangère, titres d'œuvres, noms de bateaux, etc.
- Les citations ne sont pas en italique mais en corps de texte normal. Elles sont entourées par des guillemets français : « et ».
- Les listes à puces sont à éviter, des paragraphes rédigés étant largement préférés. Les tableaux sont à réserver à la présentation de données structurées (résultats, etc.).
- Les appels de note de bas de page (petits chiffres en exposant, introduits par l'outil «  Source ») sont à placer entre la fin de phrase et le point final[comme ça].
- Les liens internes (vers d'autres articles de Wikipédia) sont à choisir avec parcimonie. Créez des liens vers des articles approfondissant le sujet. Les termes génériques sans rapport avec le sujet sont à éviter, ainsi que les répétitions de liens vers un même terme.
- Les liens externes sont à placer uniquement dans une section « Liens externes », à la fin de l'article. Ces liens sont à choisir avec parcimonie suivant les règles définies. Si un lien sert de source à l'article, son insertion dans le texte est à faire par les notes de bas de page.
- La présentation des références doit suivre les conventions bibliographiques. Il est recommandé d'utiliser les modèles {{Ouvrage}}, {{Chapitre}}, {{Article}}, {{Lien web}} et/ou {{Bibliographie}}. Le mode d'édition visuel peut mettre en forme automatiquement les références.
- Insérer une infobox (cadre d'informations à droite) n'est pas obligatoire pour parachever la mise en page.

Pour une aide détaillée, merci de consulter Aide:Wikification.
Si vous pensez que ces points ont été résolus, vous pouvez retirer ce bandeau et améliorer la mise en forme d'un autre article.
Albums de Sting
Ten Summoner's Tales
(1993) Mercury Falling
(1996)
Fields of Gold: The Best of Sting 1984-1994 est la première compilation du chanteur britannique Sting. Il contient des succès de ses quatre premiers albums studio The Dream of the Blue Turtles, …Nothing Like the Sun, The Soul Cages et Ten Summoner's Tales. L'album contient deux nouveaux titres, When We Dance et This Cowboy Song, qui sont sortis en tant que singles. Bien que non mentionnée, la version de Why Sould I Cry For You sur cette compilation diffère de celle de l'album The Soul Cages. La version internationale de dix-sept chansons en contient cinq qui ne sont pas incluses sur la version américaine de quatorze pièces mais qui, en revanche, ne contient pas les chansons Be Still My Beating Heart et Fortress Around Your Heart. Une compilation de vidéoclips a été publiée sur DVD et VHS.

## Listes des titres (version américaine)
Tous les titres sont écrits par Sting
1. When We Dance – 	5:59
  - Sorti auparavant en tant que single seulement.
2. If You Love Somebody Set Them Free – 	4:15
  - Originellement sorti sur l'album The Dream of the Blue Turtles.
3. Fields of Gold – 	3:39
  - Originellement sorti sur l'album Ten Summoner's Tales.
4. All This Time – 	4:55
  - Originellement sorti sur l'album The Soul Cages.
5. Fortress Around Your Heart – 	4:36
  - Originellement sorti sur l'album The Dream of the Blue Turtles.
6. Be Still My Beating Heart – 	5:32
  - Originellement sorti sur l'album …Nothing Like the Sun.
7. They Dance Alone (Cueca Solo) – 	7:10
  - Originellement sorti sur l'album …Nothing Like the Sun.
8. If I Ever Lose My Faith in You – 	4:31
  - Originellement sorti sur l'album Ten Summoner's Tales.
9. Fragile – 	3:53
  - Originellement sorti sur l'album …Nothing Like the Sun.
10. Why Should I Cry for You – 	4:50
  - Version alternative de la chanson sortie sur l'album The Soul Cages.
11. Englishman in New York – 	4:27
  - Originellement sorti sur l'album …Nothing Like the Sun.
12. We'll Be Together – 	3:51
  - Version alternative de la chanson originellement sortie sur l'album …Nothing Like the Sun.
13. Russians – 	3:58
  - Originellement sorti sur l'album The Dream of the Blue Turtles.
14. This Cowboy Song – 	5:00
  - Sorti auparavant en tant que single seulement.

## Listes des titres (version internationale)
Tous les titres sont écrits par Sting
1. When We Dance – 	5:59
  - Sorti auparavant en tant que single seulement
2. If You Love Somebody Set Them Free – 	4:15
  - Originellement sorti sur l'album The Dream of the Blue Turtles.
3. Fields of Gold – 	3:39
  - Originellement sorti sur l'album Ten Summoner's Tales.
4. All This Time – 	4:55
  - Originellement sorti sur l'album The Soul Cages.
5. Englishman in New York – 	4:27
  - Originellement sorti sur l'album …Nothing Like the Sun.
6. Mad About You - 	3:54
  - Originellement sorti sur l'album The Soul Cages.
7. It's Probably Me - 	5:10
  - Originellement sorti sur l'album Ten Summoner's Tales.
8. They Dance Alone (Cueca Solo) – 	7:10
  - Originellement sorti sur l'album …Nothing Like the Sun.
9. If I Ever Lose My Faith in You – 	4:31
  - Originellement sorti sur l'album Ten Summoner's Tales.
10. Fragile – 	3:53
  - Originellement sorti sur l'album …Nothing Like the Sun.
11. We'll Be Together – 	3:51
  - Version alternative de la chanson originellement sortie sur l'album …Nothing Like the Sun.
12. Moon Over Bourbon Street - 	4:00
  - Originellement sortie sur l'album The Dream of the Blue Turtles.
13. Love Is the Seventh Wave - 	3:32
  - Originellement sortie sur l'album The Dream of the Blue Turtles.
14. Russians – 	3:58
  - Originellement sortie sur l'album The Dream of the Blue Turtles.
15. Why Should I Cry for You – 	4:50
  - Version alternative de la chanson sortie sur l'album The Soul Cages.
16. This Cowboy Song – 	5:00
  - Sorti auparavant en tant que single seulement
17. Fragilidad - 	3:51
  - Originellement sorti sur le EP (Extended Play)  Nada Como el Sol.

### DVD/VHS
Disque Un :
1. When We Dance – 5:59
  - Nouvelle chanson (1994)
2. If You Love Somebody Set Them Free – 4:15
  - Originellement disponible sur l'album The Dream of the Blue Turtles (1985).
3. Fields of Gold – 3:39
  - Originellement disponible sur l'album Ten Summoner's Tales (1993).
4. All This Time – 4:55
  - Originellement disponible sur l'album The Soul Cages (1991).
5. Fortress Around Your Heart – 4:35
  - Version remixée de la chanson originellement disponible sur l'album The Dream of the Blue Turtles (1985).
6. Be Still My Beating Heart – 5:32
  - Originellement disponible sur l'album …Nothing Like the Sun (1987).
7. Bring on the Night
  - DVD/VHS Version Exclusive
8. They Dance Alone (Cueca Solo) – 7:10
  - Originellement disponible sur l'album …Nothing Like the Sun (1987).
9. If I Ever Lose My Faith in You – 4:31
  - Originellement disponible sur l'album Ten Summoner's Tales (1993).
10. Fragile – 3:53
  - Originellement disponible sur l'album …Nothing Like the Sun (1987).
11. Why Should I Cry for You – 4:50
  - Version alternative originellement disponible sur l'album The Soul Cages (1991, r1994).
12. Englishman in New York – 4:27
  - Originellement disponible sur l'album …Nothing Like the Sun (1987).

Disque Deux :
1. Russians – 3:58
  - Originellement disponible sur l'album The Dream of the Blue Turtles (1985).
2. It's Probably Me (Avec Eric Clapton)
  - LaserDisc/VHS Version Exclusive
3. We'll Be Together – 3:51
  - Version du vidéo-clip. Originellement disponible sur l'album …Nothing Like the Sun (1987).
4. Demolition Man
  - LaserDisc/VHS Version Exclusive
5. This Cowboy Song – 5:00
  - Nouvelle chanson sortie en single seulement (1994)